# 終結降臨
《終結降臨》是由日本遊戲公司Tookyo Games製作的互動式電影電子遊戲，由槍彈辯駁系列作家小高和剛擔任總監和撰寫劇本。本作由本鄉奏多主演，演員陣容包括栗山千明、森崎溫、梶裕貴、山本千尋、佐藤二朗等。
本作有多種語言版本，包括日文、中文、英文等；於2020年6月25日於iOS、Android和任天堂Switch發行下載版，其後亦會發行PlayStation 4和Microsoft Windows版本。
小高和剛在其Twitter表示，希望以操作簡單的真人版電影形式，可以讓會去看《輪到你了》等懸疑類電視劇，但平時不會去玩電子遊戲的人，去了解到電子遊戲的樂趣所在。

## 登場人物
空木 真（Karaki Makoto，演員：本鄉奏多）
本作的主人公。於某飯店的501號房間裏醒來，發現失去了關於自己的所有記憶。他在困惑中努力理清周圍的狀況，以便理解正在發生的事情。然後他發現在新聞中，自己被報道成了一名連環殺手。
幸村 茜（Sachimura Akane，演員：栗山千明）
警察特殊調查部門所屬的搜查官。以一名普通客人的身份潛入被認為是空木藏匿的飯店，並住進了524號房間。等到空木醒來時，發現自己被束縛在浴室里迷昏了。
久慈 望（Kuji Nozomu，演員：森崎温）
警察特殊調查部門所屬的搜查官。是個性格獨特的人，經常以自己的節奏影響着周圍的人，但卻是一個成功地解決了許多棘手案件的精英。稱呼幸村為「前輩」，十分尊敬她。
飯店櫃檯人員（演員：梶裕貴）
站在飯店一樓的前台處的前台人員。是給醒來的空木打電話的人。他自稱是飯店內無所不知的「導航員」。
來島 寧寧（Kurushima Nene，演員：山本千尋）
自稱為空木的粉絲的女性。她住在飯店524號房間的隔壁。
美濃 健一（Minou Kenichi，演員：佐藤二朗）
新聞播報員。負責在飯店房間播放的新聞節目。由於某種原因造訪了飯店。

## 外部連結
- 官方網站 （页面存档备份，存于）（日語）
- 終結降臨的X（前Twitter）（日語）（英文）